# Казіс Петкявічюс
Казіс Петкявічюс (1 січня 1926 — 14 жовтня 2008) — радянський баскетболіст.
Срібний призер Олімпійських Ігор 1952, 1956 років.
Чемпіон Європи 1947, 1953 років, бронзовий призер 1955 року.